# René Bittinger
René Bittinger (Villé, Baix Rin, 9 d'octubre de 1954) és un ciclista francès, ja retirat, que fou professional entre 1977 i 1985. El 1976, com a ciclista amateur, va prendre part en els Jocs Olímpics d'Estiu de Montreal, on va prendre part en la cursa en ruta del programa de ciclisme. El seu principal èxit esportiu va ser una victòria d'etapa al Tour de França de 1979 amb final a Banhèras de Luishon.

## Palmarès
- 1976
  - Vencedor d'una etapa a la Volta a Àustria
- 1977
  - 1r al Gran Premi de Brissago
- 1978
  - Vencedor d'una etapa al Tour de Còrsega
- 1979
  - 1r al Critèrium Ambert
  - Vencedor d'una etapa al Tour de França
  - Vencedor d'una etapa al Tour d'Indre i Loira
- 1980
  - 1r al Tour del Llemosí
  - Vencedor d'una etapa a la Volta a Luxemburg
- 1982
  - 1r al Gran Premi d'Antibes
  - 1r a la Niça-Alassio
  - Vencedor d'una etapa al Critèrium del Dauphiné Libéré
- 1983
  - 1r al Premi de Montauroux
  - Vencedor d'una etapa al Critèrium Internacional

### Resultats al Tour de França
- 1978. 19è de la classificació general
- 1979. 26è de la classificació general. Vencedor d'una etapa
- 1982. 44è de la classificació general
- 1985. 77è de la classificació general

### Resultats al Giro d'Itàlia
- 1985. 83è de la classificació general

### Resultats a la Volta a Espanya
- 1981. 38è de la classificació general